# 강꼬치고기

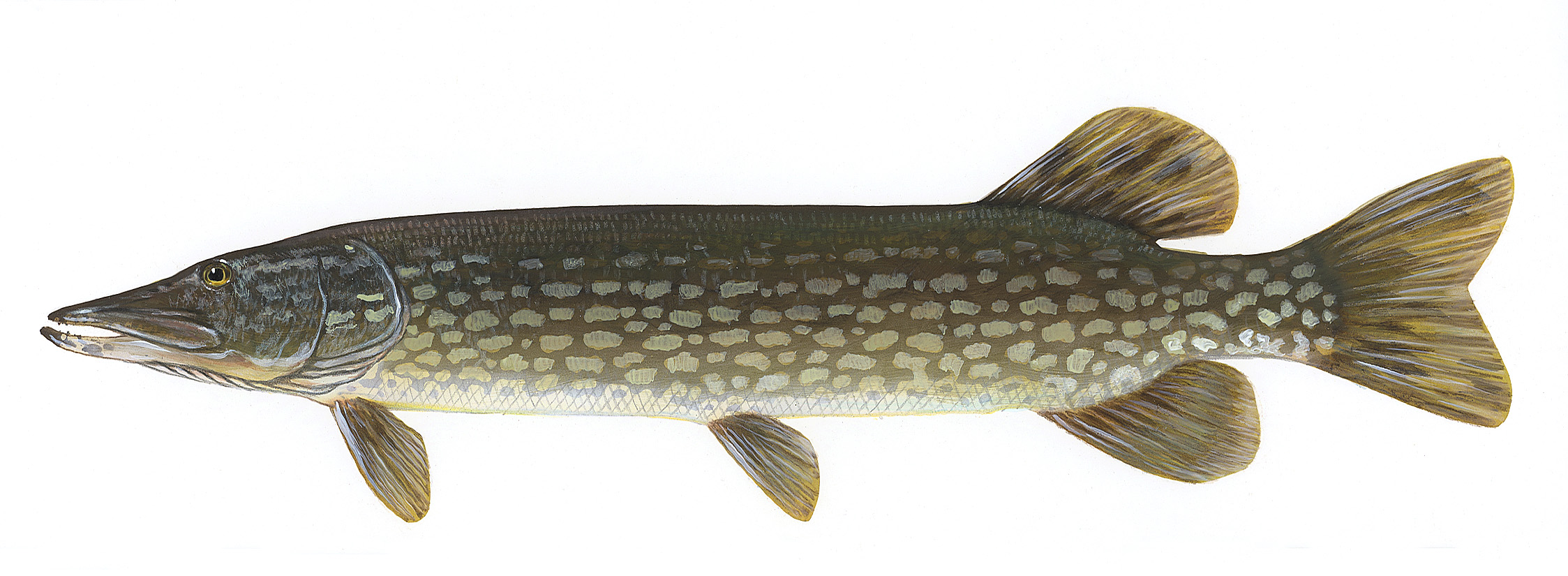

강꼬치고기 또는 북부파이크, 노던파이크(Nothern pike)는 민물꼬치고기속에 속하는 물고기 종이다. 북반구의 기수와 민물에서 산다. 영국, 아일랜드, 동유럽 대부분 지역, 캐나다, 미국에서는 간단히 파이크(pike)라고도 부른다.
파이크는 상대적으로 큰 크기로 성장할 수 있다: 평균 길이는 약 40~55센티미터, 기록된 최대 길이는 최대 150센티미터, 몸무게는 28.4킬로그램에 달한다. IGFA에서는 현재 1986년 10월 16일 독일 그레펀호에서 로타 루이스(Lothar Louis)가 잡은 25킬로그램 파이크가 세계 기록으로 등재되어 있다. 강꼬치고기는 북아메리카보다 유라시아에서 더 큰 크기로 자라며 보통 유라시아의 내륙 지역보다 해안 지역에서 크기가 더 크게 자란다.

## 같이 보기
- 가물치